# Astragalus chubsugulicus
Astragalus chubsugulicus är en ärtväxtart som beskrevs av N.Ulziykh. Astragalus chubsugulicus ingår i släktet vedlar, och familjen ärtväxter. Inga underarter finns listade i Catalogue of Life.